# Hänse Herms

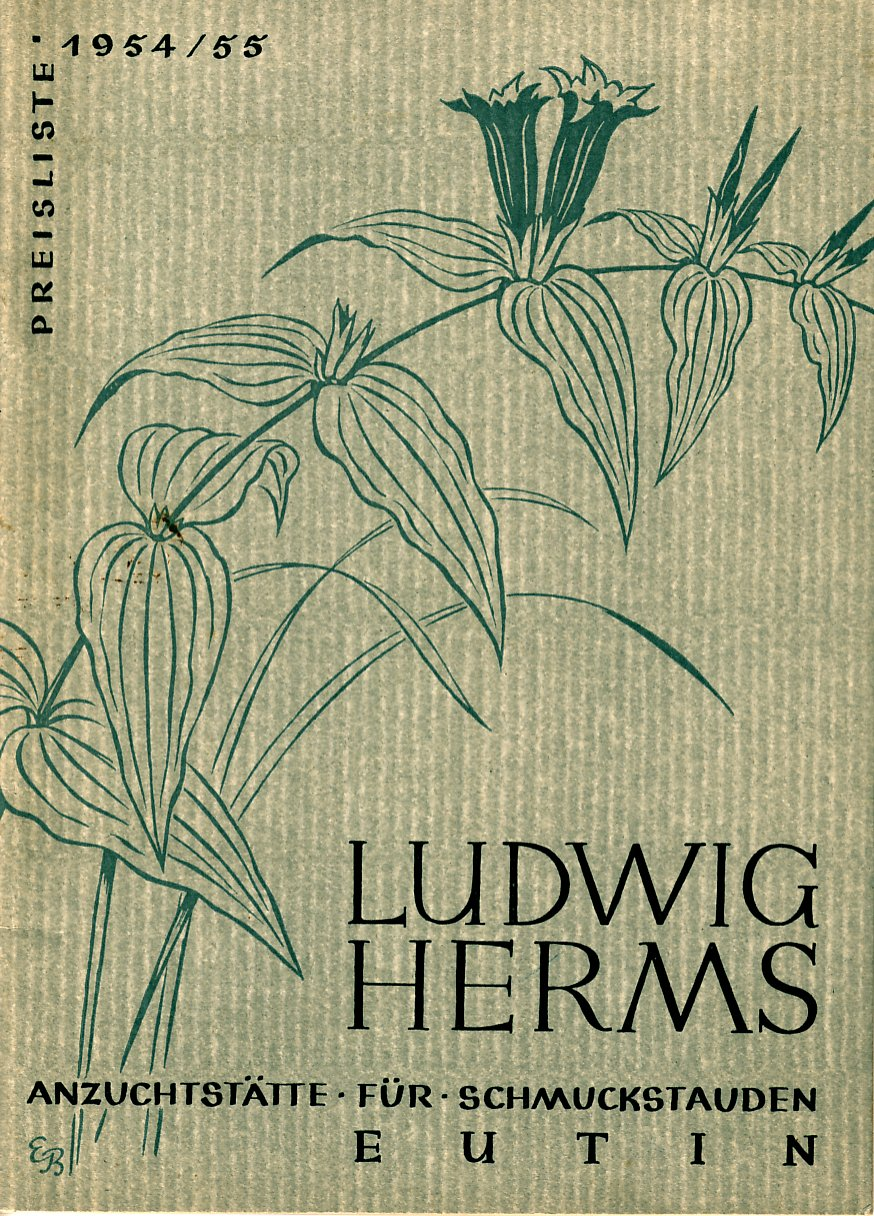
Stauden-Preisliste Herms 1954–55. Die Gärtnerei, dessen maßgeblicher Kopf die Gärtnermeisterin Hänse Herms war, trug zeitlebens den Namen ihres Ehemannes.

Johanna „Hänse“ Herms, geb. Johanna Wagner (* 27. Mai 1898 in Marienwerder, Westpreußen; † 17. April 1973 in Eutin) war eine deutsche Gärtnermeisterin und Persönlichkeit der deutschen Gärtnereigeschichte. Hänse Herms war die erste Frau in Schleswig-Holstein, die 1927 eine Meisterprüfung im Gartenbau ablegte. Mit ihrem Ehemann Ludwig Herms, einem Kunstmaler, leitete sie zunächst das von beiden gegründete Unternehmen ´Bundhorster Staudenkulturen´ (nahe Ascheberg, Holstein) und später die ´Staudengärtnerei Ludwig Herms´ in Eutin. Zwei Stauden sind heute nach Hänse Herms benannt.

## Leben
Hänse Herms wurde am 27. Mai 1898 in Marienwerder/Westpreußen als sechstes und letztes Kind des Färbereibesitzers Ludwig Wagner und seiner zweiten Ehefrau Johanna, geb. Berendt, geboren. Ihre Geschwister waren: Hermann (1882–1964) der Betriebsnachfolger im elterlichen Betrieb, Friedrich Wagner-Poltrock (1883–1961), Architekt und Stadtbaurat in Chemnitz, Amelie (1885–1958), Margarete (1889–1974), Lutz Wagner (1896–1983) Graphologe, Hochschullehrer.
Ihre gärtnerische Ausbildung erhielt sie von 1915 bis 1917 in der Lehrgärtnerei Scherpingen bei Sobbowitz südlich von Danzig, welche Ella Foerster, eine Cousine des deutschen Staudenzüchters Karl Foerster führt. Anschließend arbeitete sie als Gutsgärtnerin auf Gut Jassen in Pommern, das Kuno Graf Dürckheim von Montmartin gehörte. Im Sommer 1918 war sie in der Staudengärtnerei Karl Foerster in Potsdam-Bornim angestellt. In Berlin heiratete Hänse den Hamburger Kunstmaler Ludwig Herms und übernahm mit diesem im September 1920 die Dürckheim´sche Gutsgärtnerei auf Bundhorst in Holstein. Hier etablierten sie ihre erste eigene Staudengärtnerei, die ´Bundhorster Staudenkulturen´. In die Zeit auf Bundhorst fiel die Geburt ihres Sohnes Uwe, der, noch im Säuglingsalter, verstarb. Zwei Töchter wurden auf Gut Bundhorst geboren: Helge (1922–2014) und Karin (1924–2013).
Hänse Herms legte im Mai 1927 ihre Gärtnermeister-Prüfung in Kiel ab. Noch im selben Jahr gab das Paar sein Projekt ´Bundhorster Staudenkulturen´ auf. Wirtschaftliche Gründe machten den Schritt erforderlich. Hänse Herms ging für einige Jahre in eine Anstellung. Das Ehepaar lebte getrennt. Im Sommer 1932 folgte ein gemeinsamer Neuanfang der Staudengärtnerei in Eutin-Neudorf. Ludwig Herms hatte dort – nach der Aufgabe von Bundhorst – in der Plöner Straße ein Villengrundstück gepachtet.
Der Kunstmaler Ludwig Herms machte sich zu Anfang der 1930er einen Namen als Schleswig-Holsteiner "Steingartenexperte". Seine Frau Hänse war für die Staudenanzucht, die Vermehrung und den Versand zuständig. Sie bildete die Lehrlinge aus. Überwiegend waren es Frauen, die aus Deutschland zu ihnen kamen. Unterstützt wurde die Arbeit der Gärtnerei nach dem Zweiten Weltkrieg von Konrad Graf Finckenstein (1910-1995), einem ihrer Mitarbeiter. Finckenstein war gelernter Gärtner, und, wie Hänse, ein echter "Foersterianer". Mit Ludwig Herms erarbeitete er die zukünftigen Kataloge des Unternehmens. 1930 war der erste Staudenkatalog für den Versand erschienen. Drei Jahre darauf folgte der nächste.
1937 wurde in Eutin ihr Sohn (und spätere Landschaftsarchitekt) Raimund Herms geboren, fünf Jahre später eine weitere Tochter,Isa.
Nach schwierigen Jahren des Aufbaues einer eigenen Staudengärtnerei in Ostholstein, war es vor allem Hänse Herms zu verdanken, dass das Unternehmen am Standort Eutin florierte. Doch der Krieg warf die Gärtnerei wirtschaftlich zurück. Nach dem Zweiten Weltkrieg beteiligte sich die Staudengärtnerei Herms an der ersten Bundesgartenschau in Hannover, die im Jahr 1951 ausgerichtet wurde.
Schon Anfang der 1930er Jahre hatte Karl Foerster den Eutiner Betrieb aufgesucht und einen Pressartikel über diesen verfasst. Auch in den nachfolgenden Jahrzehnten war er wiederholt in der Staudengärtnerei Herms in Eutin zu Gast. Die Familien Foerster und Herms blieben sich ein Leben lang in Freundschaft verbunden.
Die Gärtnerin Herms wird als charismatische Persönlichkeit beschrieben. Ihre Staudenkenntnisse und ihre Kompetenz in der Lehrlingsausbildung wurden geschätzt. Auf allen deutschen Nachkriegs-Gartenschauen (IGA und BUGA) waren die Herms bis 1967 präsent und errangen Medaillen. Eine Gärtnermeisterin, die unmittelbar nach Ende des Zweiten Weltkriegs ihre Lehre in der Staudengärtnerei Herms machte, war Edith Dudszus. Nach ihr ist das Pfeifengras Molinia caerulea ´Edith Dudszus´ benannt.
Im Alter von 75 Jahren starb Hänse Herms in Eutin. Die Staudengärtnerei Herms wurde in den Folgejahren aufgelöst. Auf dem ehemaligen Gärtnereigrundstück, das immer nur Pachtland war, wurden in den 1980ern die ersten Baugrundstücke erschlossen. Heute ist das ehemalige Gärtnereiland komplett bebaut.

## Leistungen
In einer Zeit, in der es Frauen kaum möglich war einen handwerklichen Beruf, wie den des Gärtners, zu erlernen, will die junge Hänse Wagner eine Lehre als Gärtnerin machen. Die Öffnung dieses Berufsfeldes – auch für Frauen – hatte der Allgemeine Deutsche Frauenverein (ADF) erstritten, der sich im Jahre 1865 in Leipzig gegründet hatte. Frauenvereine unterstützen die Gründung von Lehrgärtnereien und Gartenbauschulen für "gebildete Frauen", da sich die von Männern dominierte Berufswelt de Gärtnerschaft weigert, junge Mädchen und Frauen auszubilden oder einzustellen. Hänse Herms geht in eine dieser neuartigen Lehrgärtnereien, die Gärtnerei Scherpingen in Sobbowitz in Westpreußen. Sie erwirbt eine fundierte Ausbildung zur Gärtnerin und kann ihre Kenntnisse in der folgenden Anstellungen auf einem Gutsbetrieb anwenden und vertiefen.
Angeregt von der Gräfin von Dürckheim-Montmartin auf Gut Jassen (Pommern), die sich für die damals neuartigen Bücher und Schriften sowie Staudenbepflanzungskonzepte von Karl Foerster in Potsdam-Bornim interessiert, kommt Hänse in fachlichen Kontakt mit dem Staudenzüchter. Ein persönliches Treffen mit Karl Foerster im Jahr 1916 hatte den ersten Keim für eine Beziehung gelegt, die Hänse Herms und der große deutsche Staudenzüchter bis zu ihrer beider Lebensende pflegen. Hänse findet zum Ende des Ersten Weltkrieges in der Karl Foerster Staudengärtnerei in Potsdam eine Anstellung als Gärtnerin, zuständig für Vermehrung und Versand. Es ist eine prägende Zeit für die junge Frau, die um 1920 erstmals das Wagnis eingeht, eine eigene Staudengärtnerei in Ostholstein zu gründen. Ihr Ehemann ist studierter Kunstmaler. Gärtnerisch ist er ein Autodidakt. Unter der Anleitung der Gärtnerin Herms lernen andere Frauen ihr Handwerk. In Bundhorst zunächst nur als Mitarbeiterinnen und Praktikantinnen, in Eutin Neudorf als offizielle Lehrlinge. Denn in den Jahren zuvor hatte Hänse Herms ihre Meisterprüfung bestanden. Das Ausbildungsarchiv der Landwirtschaftskammer Schleswig-Holstein, am Gartenbauzentrum Ellerhoop in Thiensen, führt Hänse Herms als die erste Meisterin im Gartenbau in Schleswig-Holstein. Im Jahre 1927 hatte sich Hänse der Prüfung zur Gärtnermeisterin unterzogen und diese mit "Sehr gut" bestanden.

## Werke
In den 1920ern und zu Anfang der 1950er Jahre, schrieb Hänse Herms Artikel für die Fachpresse. Karl Foerster hatte sie persönlich dazu ermuntert.
Ihre Fähigkeit, Lehrlinge anzuleiten und ihnen eine fundierte Ausbildung mitzugeben, war ursächlich für den überregional guten Ruf der Staudengärtnerei Herms als Ausbildungsstätte. Die Tochter des Stuttgarter Gartenarchitekten Adolf Haag, Käte Haag, lernte hier. Sie hat nach dem Tode von Hänse Herms einen Nachruf auf diese verfasst. Edith Duszus begann bei Herms ihre Karriere, die sie schließlich als Gärtnermeisterin an die Lehr- und Versuchsanstalt für Gartenbau Hannover-Ahlem (LVG Ahlem) führte.
Hänse Herms hatte auch eine ausgesprochene floristische Begabung. Ihre naturhaften Sträuße aus Staudenblüten, Farnen, Zweigen und Gräsern, arrangierte sie zu einer Zeit, in der dafür eigens angezogene oder meist importierte Schnittblumen wie Nelken, Rosen oder Freesien – in Kombination mit dem üblichen Bindegrün – angesagt waren. Auf den deutschen Gartenschauen lobt man sie für diesen so neuartigen Ansatz.

## Pflanzen
Folgende Pflanzen wurden nach der Gärtnerin Hänse Herms benannt: Die Rutenhirse Panicum virgatum ´Hänse Herms´, die Silberkerze Cimicifuga simplex ´Frau Herms´.